# Wildey
Wildey là loại súng ngắn bán tự động do Wildey Moore phát triển và đăng ký sáng chế trong những năm 1970. Trong suốt 30 năm kể từ khi được sản xuất loại súng này đã có một lịch sử đầy biến động, nhưng đến bây giờ chúng vẫn được sản xuất cho thị trường súng ngắn cho việc săn bắn và thể thao. Đây là loại súng ngắn có hỏa lực rất mạnh trước thời của khẩu Desert Eagle và cũng khá nổi tiếng trong hàng thập kỷ, nó đã xuất hiện trong các bộ phim của Hollywood.

## Thiết kế
Wildey sử dụng các tính năng thú vị không tìm thấy trong các loại súng ngắn khác lúc nó được phát triển như cơ chế nạp đạn bằng khí nén có thể tùy chỉnh để sử dụng các loại đạn khác nhau với hệ thống trích khí ngắn và thoi nạp đạn xoay cùng cơ chế hoạt động đơn và kép. Thoi nạp đạn của súng có ba móc khóa viên đạn cố định vào vị trí. Pít tông trích khí nằm bọc quanh nòng súng phần giữa nòng súng và khối trượt. Khi bắn pít ton sẽ lùi lại và đẩy khối trượt ra sau cũng như xoay mở khóa thoi nạp đạn tách nó ra khỏi nòng súng và giật vỏ đạn lại.sau khi kết thúc chu kỳ lùi thì khối trượt sẽ di chuyển lên phía trước cùng thoi nạp đạn để nạp viên đạn mới và sau đó khóa lại khi trở về vị trí cũ. Xạ thủ có thể tùy chỉnh lượng trích khí thông qua một nút xoay ngay phía trước pít tông để chọn lượng khí sẽ được trích ra để súng đạt được độ tin cậy phù hợp với loại đạn sử dụng.
Thân, khối trượt và nòng được làm bằng thép không gỉ.khóa an toàn dạng cần xoay,khi xoay xuống dưới,trục truyền lực hướng xuống ở trạng thái an toàn.Khi xoay lên trên,trục truyền lực đồng trục với kim hỏa ở trạng thái bắn,búa đập sẽ truyền lực vào kim hỏa.
Hệ thống nhắm cơ bản của súng là điểm ruồi có thể điều chỉnh theo ý của xạ thủ. Nòng súng có thể gắn thêm bộ phận chống giật được phát triển cho súng để hạn chế lực giật khi bắn.Ngoài ra có ba cỡ nòng với độ dài khác nhau tùy thuộc vào độ chính xác mong muốn.

## Biến thể
Súng có nhiều mẫu khác nhau tùy yêu cầu của người đặt hàng như chỉ sử dụng chế độ hoạt động đơn hay kép. Nhiều cỡ nòng khác nhau như 12.7 mm, 15.2 mm, 17.8 mm, 20.3 mm, 25.4 mm, 30.5 mm, 35.6 mm và 45.7 mm. Sử dụng các loại đạn như .357 Wildey Magnum, .44 Auto Mag, .45 Winchester Magnum, .41 Wildey Magnum, .44 Wildey Magnum, .45 Wildey Magnum và .475 Wildey Magnum. Có hay không có tay cầm gắn thêm báng cũng như các loại điểm ruồi màu khác nhau.